# Giovanni Giorgio I di Anhalt-Dessau
Giovanni Giorgio I di Anhalt-Dessau (Harzgerode, 9 maggio 1567 – Dessau, 24 maggio 1618) è stato un principe di Anhalt-Dessau della casata degli Ascanidi.

## Biografia
Giovanni Giorgio era figlio del principe Gioacchino Ernesto e della sua prima moglie, Agnese di Barby. I principi Cristiano I di Anhalt-Bernburg, Augusto di Anhalt-Plötzkau, Rodolfo di Anhalt-Zerbst e Luigi I di Anhalt-Köthen furono suoi fratelli e fratellastri.
Nel 1570, alla morte dello zio, il padre divenne unico sovrano di tutti gli stati Anhalt, che furono, finalmente, uniti per la prima volta dalla loro prima spartizione nel 1252.
Divenuto principe di Anhalt alla morte del padre, nel 1603, si accordò con i propri fratelli per dividere equamente l'eredità paterna, dando vita ai rami di Anhalt-Dessau, Anhalt-Bernburg, Anhalt-Köthen, Anhalt-Plötzkau, Anhalt-Zerbst, in nome dei quali fu reggente del principato diviso sino al 1606, per poi cedere l'eredità come da accordo, ad eccezione del principato di Anhalt-Dessau che mantenne come eredità per la propria famiglia.
Il 24 agosto 1617 aderì alla Società dei Carpofori, un circolo letterario fondato dal fratello, Luigi.
Si interessò moltissimo anche di astrologia ed alchimia e riunì una biblioteca di oltre 3000 libri.

## Morte
Morì all'età di 51 anni, il 24 maggio 1618 a Dessau. Gli succedette il figlio Giovanni Casimiro.

## Matrimonio ed eredi
Giovanni Giorgio sposò il 22 febbraio 1588 Dorotea di Mansfeld-Arnstein, dalla quale ebbe i seguenti eredi:
- Sofia Elisabetta (1589-1622), sposò Giorgio Rodolfo di Liegnitz
- Anna Maddalena (1590-1626), sposò il langravio Ottone d'Assia-Kassel
- Anna Maria (1591-1637)
- Gioacchino Ernesto (1592-1615)
- Cristiano (nato e morto nel 1594)

Alla morte della prima moglie, Giovanni Giorgio si sposò il 31 agosto 1595 con Dorotea del Palatinato-Simmern, dalla quale ebbe i seguenti eredi:
- Giovanni Casimiro (1596-1660)
- Anna Elisabetta (1598-1660), sposò il conte Guglielmo Enrico di Bentheim-Steinfurt
- Federico Maurizio (1600-1610)
- Eleonora Dorotea (6 febbraio 1602; †; 26 dicembre 1664), sposò il duca Guglielmo di Sassonia-Weimar
- Sibilla Cristina (1603-1686), sposò in prime nozze il conte Filippo Maurizio di Hanau-Münzenberg (1605-1627), ed alla morte di questi si risposò con il conte Federico Casimiro di Hanau (1623-1685)
- Enrico Valdemaro (1604-1606)
- Giorgio Ariberto (1606-1643)
- Cunegonda Giuliana (17 febbraio 1607/08-1683), sposò il langravio Ermanno IV d'Assia-Rotenburg (1607-1658)
- Susanna Margherita (1610-1663) sposò in prime nozze il conte Giovanni Ernesto di Hanau-Münzenberg (1613-1642), ed alla morte di questi si risposò con il conte Giovanni Filippo di Hanau-Lichtenberg (1626-1669)
- Giovanna Dorotea (1612-1695), sposò il conte Maurizio di Bentheim-Tecklenburg
- Eva Caterina (1613-1679)

## Ascendenza
|                                     |   |                             | Genitori                  |  |  | Nonni |  |  | Bisnonni |  |  | Trisnonni |  |
|                                     |   |                             |                           |  |  |       |  |  | …        |  |  | …         |  |
|                                     |   |                             |                           |  |  |       |  |  | …        |  |  | …         |  |
|                                     |   | …                           |                           |  |  |       |  |  | …        |  |  |           |  |
| Giovanni II di Anhalt-Dessau        |   |                             |                           |  |  |       |  |  | …        |  |  |           |  |
|                                     |   | …                           | …                         |  |  |       |  |  |          |  |  |           |  |
|                                     |   | …                           | …                         |  |  |       |  |  |          |  |  |           |  |
|                                     |   | …                           | …                         |  |  |       |  |  |          |  |  |           |  |
| Gioacchino Ernesto di Anhalt        |   | …                           |                           |  |  |       |  |  |          |  |  |           |  |
|                                     |   | Gioacchino I di Brandeburgo | Giovanni I di Brandeburgo |  |  |       |  |  |          |  |  |           |  |
|                                     |   | Gioacchino I di Brandeburgo | Giovanni I di Brandeburgo |  |  |       |  |  |          |  |  |           |  |
|                                     |   | Gioacchino I di Brandeburgo | Margherita di Sassonia    |  |  |       |  |  |          |  |  |           |  |
| Margherita di Brandeburgo           |   | Gioacchino I di Brandeburgo |                           |  |  |       |  |  |          |  |  |           |  |
|                                     |   | Elisabetta di Danimarca     | Giovanni di Danimarca     |  |  |       |  |  |          |  |  |           |  |
|                                     |   | Elisabetta di Danimarca     | Giovanni di Danimarca     |  |  |       |  |  |          |  |  |           |  |
|                                     |   | Elisabetta di Danimarca     | Cristina di Sassonia      |  |  |       |  |  |          |  |  |           |  |
| Giovanni Giorgio I di Anhalt-Dessau |   | Elisabetta di Danimarca     |                           |  |  |       |  |  |          |  |  |           |  |
|                                     | … | …                           |                           |  |  |       |  |  |          |  |  |           |  |
|                                     | … | …                           |                           |  |  |       |  |  |          |  |  |           |  |
|                                     | … | …                           |                           |  |  |       |  |  |          |  |  |           |  |
| Wolfgang von Barby                  | … |                             |                           |  |  |       |  |  |          |  |  |           |  |
|                                     |   | …                           | …                         |  |  |       |  |  |          |  |  |           |  |
|                                     |   | …                           | …                         |  |  |       |  |  |          |  |  |           |  |
|                                     |   | …                           | …                         |  |  |       |  |  |          |  |  |           |  |
| Agnese di Barby                     |   | …                           |                           |  |  |       |  |  |          |  |  |           |  |
|                                     |   | …                           | …                         |  |  |       |  |  |          |  |  |           |  |
|                                     |   | …                           | …                         |  |  |       |  |  |          |  |  |           |  |
|                                     |   | …                           | …                         |  |  |       |  |  |          |  |  |           |  |
| …                                   |   | …                           |                           |  |  |       |  |  |          |  |  |           |  |
|                                     |   | …                           | …                         |  |  |       |  |  |          |  |  |           |  |
|                                     |   | …                           | …                         |  |  |       |  |  |          |  |  |           |  |
|                                     |   | …                           | …                         |  |  |       |  |  |          |  |  |           |  |
|                                     |   | …                           |                           |  |  |       |  |  |          |  |  |           |  |